# Emil Nikodemowicz
Emil Nikodemowicz (ur. 14 czerwca 1929 we Lwowie, zm. 3 czerwca 2013 w Bytomiu) – polski hokeista, trener hokejowej reprezentacji Polski (1982–1984 i 1989–1990) oraz klubów polskiej Ekstraligi.

## Życiorys
Od 1946 do 1949 był zawodnikiem Polonii Bytom, następnie występował w Piaście Cieszyn (1949-1952), OWKS Kraków (1952-1954), ponownie Piaście Cieszyn (1954-1956), Górniku Katowice (1956/1957) i ponownie Polonii Bytom (1957-1960). W 1953 wystąpił dwukrotnie w reprezentacji Polski seniorów, był też brązowym medalistą Akademickich Mistrzostw Świata w 1953.
Po zakończeniu kariery zawodniczej został trenerem Polonii Bytom (1961/1962), od 1962 do 1977 prowadził drużynę Baildonu Katowice, równocześnie był II trenerem reprezentacji Polski w latach 1968-1969 (ze Zdzisławem Masełko) i 1975-1977 (z Józefem Kurkiem - m.in. na mistrzostwach świata w 1976 w katowickim "Spodku"). W 1978 został trenerem Polonii Bytom, występującej wówczas w II lidze, a w 1981 wprowadził ją do I ligi. Z bytomskim klubem zdobył cztery tytuły mistrza Polski (1984, 1986, 1988, 1989), dwa tytuły wicemistrzowskie (1983, 1987) oraz wystąpił w finale Pucharu Europy (1985). Równocześnie był II trenerem reprezentacji narodowej (1976 z Józefem Kurkiem, 1979-1980 - z Czesławem Borowiczem, m.in. na zimowych igrzysk olimpijskich w Lake Placid w 1980) oraz I trenerem tej reprezentacji (1982-1984 - m.in. na Zimowych Igrzyskach Olimpijskich w Sarajewie (1984). W sezonie 1984/1985 był trenerem II-ligowej drużyny niemieckiej EC Braunlage, w sezonie 1990/1991 Zagłębia Sosnowiec, w latach 1994-1996 ponownie Polonii. W latach 1989–1990 prowadził I reprezentację Polski, w 1993 reprezentację młodzieżową (m.in. na mistrzostwach świata).
W 2000 został odznaczony Srebrnym Krzyżem Zasługi za zasługi w działalności na rzecz rozwoju kultury fizycznej i sportu). Honorowo prowadził drużynę gwiazd Polonii Bytom podczas "Meczu Gwiazd 2004" w Bytomiu 30 października 2004.
Ostatnie lata życia spędził w Bytomiu, gdzie zmarł 3 czerwca 2013. 8 czerwca 2013 został pochowany na cmentarzu Mater Dolorosa w Bytomiu.
Hokeistą i trenerem był także jego brat Tadeusz Nikodemowicz, który pomagał mu w prowadzeniu Polonii Bytom (w latach 1978-1989) i jako II trener reprezentacji Polski seniorów (1989-1990).